# Джерело опорної напруги
Джерело, або генератор, опорної напруги (ДОН) — базовий електронний вузол, що підтримує на своєму виході високостабільну постійну електричну напругу. ДОН застосовуються для задавання величини вихідної напруги стабілізованих джерел електроживлення, шкал цифро-аналогових та аналого-цифрових перетворювачів, режимів роботи аналогових і цифрових інтегральних схем і систем, і як еталони напруги в складі вимірювальних приладів. Точність і стабільність цих пристроїв визначаються параметрами використовуваних в них ДОН.
У напівпровідниковій електроніці для отримання стабільної напруги найчастіше використовують зворотну гілку вольтамперної характеристики pn переходу з Зенеровським пробоєм. Зенеровський пробій відбувається при напругах приблизно від 5 до 10 В. Для отримання хороших метрологічних характеристик потрібен струм через перехід не менше декількох десятих мА. Одержувана таким шляхом напруга має позитивний температурний коефіцієнт, що залежить від напруги Зенеровского пробою даного переходу і струму через нього. Для його компенсації в прецизійних Зенеровських стабілітронах послідовно з Зенеровським включають діоди, що мають негативний температурний коефіцієнт. Часто в технічних описах зустрічається термін «buried Zener». Він відображає технологічний прийом, коли для підвищення стабільності перехід формується під поверхнею напівпровідникового кристала і відокремлений від неї захисним дифузійним шаром, що дозволяє знизити вплив механічних напружень, забруднень і порушень кристалічної ґратки, які найсильніше проявляються на поверхні.

## Історія
На початку 1970 року Відлар запустив у виробництво перший трьохвивідний інтегральний стабілізатор LM109 . У цій мікросхемі був вперше використаний винайдений Відларом бандгап — джерело напруги, приблизно рівної ширині забороненої зони.
Протягом 1980-х і 1990-х років вдосконалення схемотехніки, технології, впровадження лазерної підстроювання дозволило звузити якісний розрив між двома типами пристроїв. На початку 2000- x років на ринок вийшли «супербандгапи» — нове покоління бандгапів з чудовою початковою точністю і низьким рівнем шуму. До 2005 року «супербандгапи» зрівнялися за окремими показниками точності з buried Zener, але не змогли перевершити їх за сукупністю показників.
У 1997 році Analog Devices випустила на ринок ДОН принципово нового типу під торговою маркою XFET. Схеми таких приладів нагадують бандгап Брокау, в яких біполярні транзистори заміщені польовими транзисторами. Однак при схожій топології XFET використовує зовсім інший принцип роботи — непряме вимірювання діелектричної проникності кремнію в каналі польового транзистора. Цей показник, як і напруга на pn — переході, убуває з ростом температури, але більш передбачуваний, а його температурний коефіцієнт напруги (ТКН) — більш стабільний, ніж ТКН pn-переходу в реальній схемі. ТКН XFET другого і третього покоління (3 ppm/°C) як і раніше істотно гірший, ніж ТКН найкращих стабілітронних ДОН, але він має кращу, майже лінійну, форму залежності напруги від температури, при менших шумах, меншому часовому дрейфі і при цьому XFET набагато дешевше.
У 2003 році компанія Xicor (з 2004 року підрозділ Intersil) випустила другий принципово новий тип ДОН, що отримав ім'я FGA. Принцип дії цих приладів, як і принцип дії мікросхем енергонезалежній пам'яті, заснований на тривалому зберіганні заряду на ізольованому затворі польового транзистора. FGA буквально «запам'ятовує» аналогову напругу, «записану» в глибині КМОН-структури. Гарантований термін «пам'яті» FGA першого покоління дорівнював десяти рокам, а точнісні параметри були порівнянні з найкращими бандгапами, при меншому струмі живлення.